# 雌栗靡
雌栗靡（？—前16年），是乌孙的大昆弥，星靡的儿子。
前33年，父亲星靡死后，雌栗靡即位。雌栗靡一改父祖孱弱的作风，翕侯都对他十分畏服，乌孙恢复到了他曾祖父翁归靡时的盛世。小昆弥末振将害怕自己会被大昆弥兼并，派贵族乌日领诈降，然后刺杀雌栗靡。汉朝立翁归靡幼子左大将大乐的儿子伊秩靡为大昆弥。